# Progresywne ulepszanie
Progresywne ulepszanie (ang. Progressive Enhancement) – strategia projektowania stron oraz aplikacji internetowych, która kładzie nacisk na dostępność dla każdego użytkownika, przeglądarki i systemu operacyjnego.
Progresywne ulepszanie korzysta z technologii internetowych w sposób warstwowy, zapewniający wszystkim użytkownikom dostęp do podstawowych treści i opcji strony lub aplikacji internetowej, przy użyciu dowolnej przeglądarki i połączenia internetowego. Jednocześnie udostępniając posiadaczom szybszych połączeń internetowych i bardziej zaawansowanych przeglądarek ulepszoną wersję strony.